# Bücherverbrennung von Ephesus

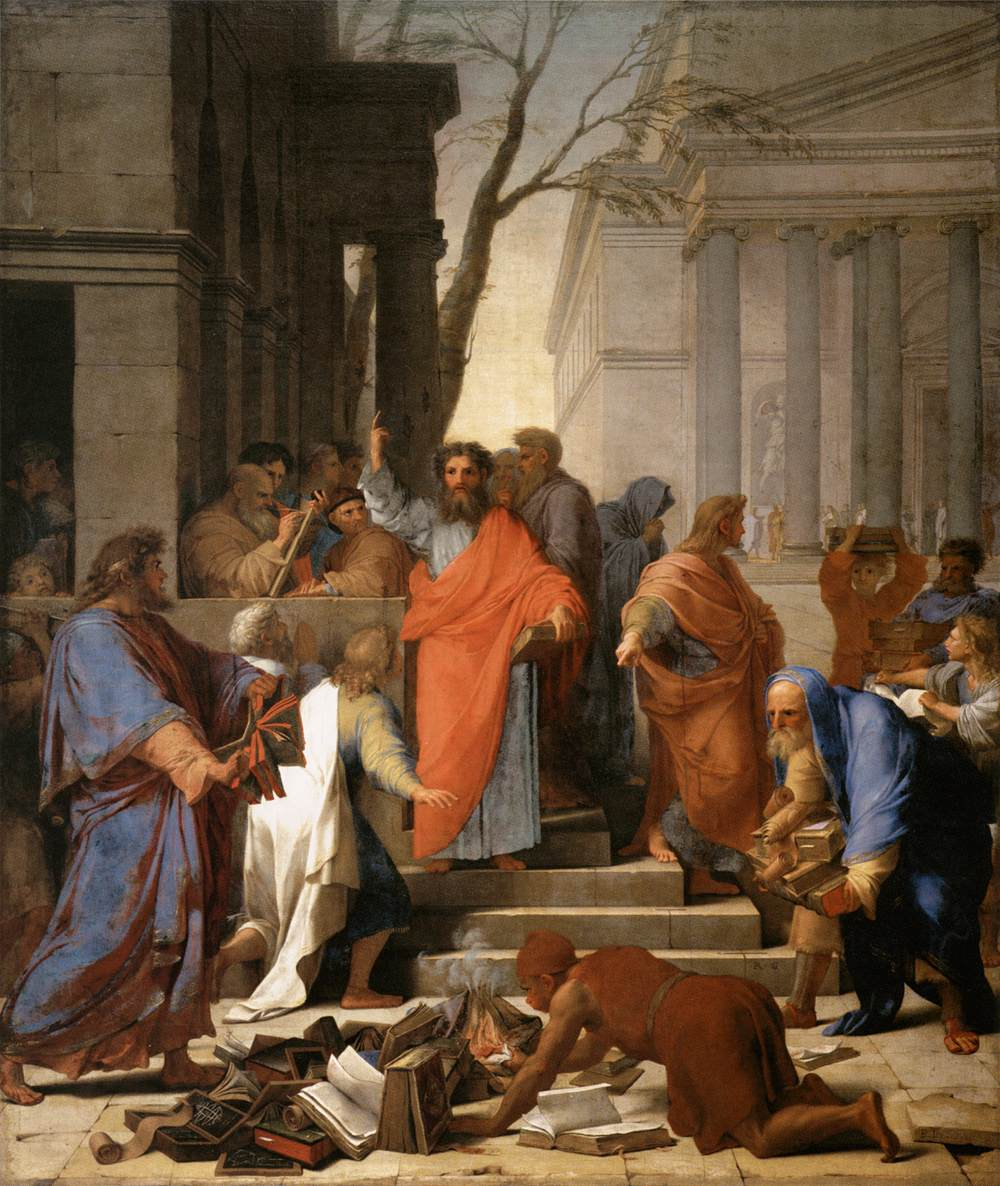
Predigt des Paulus in Ephesus, Gemälde von Eustache Le Sueur, 1612 (Louvre).

Die Bücherverbrennung von Ephesus ist eine im Neuen Testament (Apg 19,18–20 ) erzählte Begebenheit.

## Biblischer Text
Der Verfasser der Apostelgeschichte nutzte gerne das Lokalkolorit antiker Städte, so dass seine Akteure dort jeweils mit Themen konfrontiert werden, die für den Ort typisch waren: Ähnlich wie der Aufenthalt in Athen dem lukanischen Paulus Gelegenheit zur Auseinandersetzung mit der Philosophie gibt (Areopagrede), findet in Ephesus die Auseinandersetzung des Apostels mit magischen Praktiken statt. Ephesus galt in der Antike als Zentrum magischen Wissens. Zunächst erfährt man, dass Paulus selbst in Ephesus als machtvoller Wundertäter Krankheiten heilte, wobei aber „Gott durch die Hand des Paulus“ wirkte (Apg 19,11 ) – im Gegensatz zur Eigenmächtigkeit, mit der die im Folgenden beschriebenen jüdischen Exorzisten vorgehen. Als sie den Jesus-Namen bei einer Beschwörung verwenden, werden sie von dem Besessenen, der dank des Dämons über außerordentliche Kräfte verfügt, angefallen und müssen übel zugerichtet fliehen. Die Bewohner der Stadt erfahren davon und reagieren mit religiöser Scheu (Apg 19,13–17 ). Der Name Jesus wird gepriesen.
Viele der Neubekehrten legen nun ihre magischen Praktiken ab, die sie auch als Christen noch betrieben hatten. Jürgen Roloff meint, dass diese Ephesiner sich dem Christentum angeschlossen hätten, weil sie sich davon Zugang zu geheimnisvollen Kräften versprochen hätten: „So wird der gefährliche synkretistische Untergrund der Gemeinde gleichsam ausgetrocknet.“ Als äußeres Zeichen für diesen Sinneswandel bringen sie die Zauberbücher herbei, deren Rezepte sie bisher benutzt hatten, und verbrennen sie öffentlich. Der Wert der verbrannten Bücher ist gewaltig (50.000 Silberdenare), was den Umfang der Bücherverbrennungsaktion unterstreicht.
Im griechischen Text von Apg 19,19  wird der verhüllende Begriff περίεργος períergos verwendet. Wenn das Adjektiv auf Menschen bezogen wird, bezeichnet es Personen, die sich um Dinge kümmern, die sie nichts angehen („vorwitzig, neugierig“). Bezogen auf Dinge, bedeutet es: „zur Zauberei gehörig.“

## Wirkungsgeschichte

### Alte Kirche und Mittelalter
In der Alten Kirche wurde die Bücherverbrennung von Ephesus als Vorbildgeschichte rezipiert. Sie wiederholte sich in den Lebensbeschreibungen von Heiligen: Einzelne Astrologen oder Magier bekehrten sich zum Christentum, und als äußeres Zeichen ihres Sinneswandels und Akt der Buße verbrannten sie eigenhändig ihre Zauberbücher. Zugleich wird die unvorstellbar hohe Fünfziger-Zahlenangabe nach altkirchlicher Tradition allegorisch begriffen: 50 ist die Zahl der Sündenvergebung und des Neuanfangs.
Die Bücherverbrenner von Ephesus wurden in der mittelalterlichen Auslegungstradition – zutreffend – als Magier verstanden; daneben ging aber auch die Deutung als philosophi in die Glossa ordinaria ein und entfaltete ihre Wirkungsgeschichte. Der Vulgata-Text von Apg 19,19  (qui fuerant curiosa sectati) wurde interpretierbar auf alle Formen von „Wissbegier“ (curiositas). Als gefährliche Bücher mit „kuriosem“ Inhalt konnten ganz unterschiedliche Schriften gelten.

### Reformation
Bücherverbrennungen, die sich explizit auf Apg 19,19  beriefen, fanden in der Frühzeit der Reformation statt. Wittenberger Studenten verbrannten im März 1518 auf dem Marktplatz der Stadt rund 800 Drucke der Ablassthesen von Tetzel und Wimpina. Auch die Verbrennung der Bannandrohungsbulle zusammen mit  Büchern des kanonischen Rechts am 10. Dezember 1520 hat Melanchthon mit dieser Bibelstelle begründet. Im Nachhinein schrieb Martin Luther:  Es sei „eyn alt herkumner prauch, vorgifftig, boß bucher zuvorprennenn, wie wyr leßen in Actis Apostolorum 19 …“ Dieses Traditionsargument war allerdings nur ein Grund unter anderen für die Aktion.

### Römische Inquisition

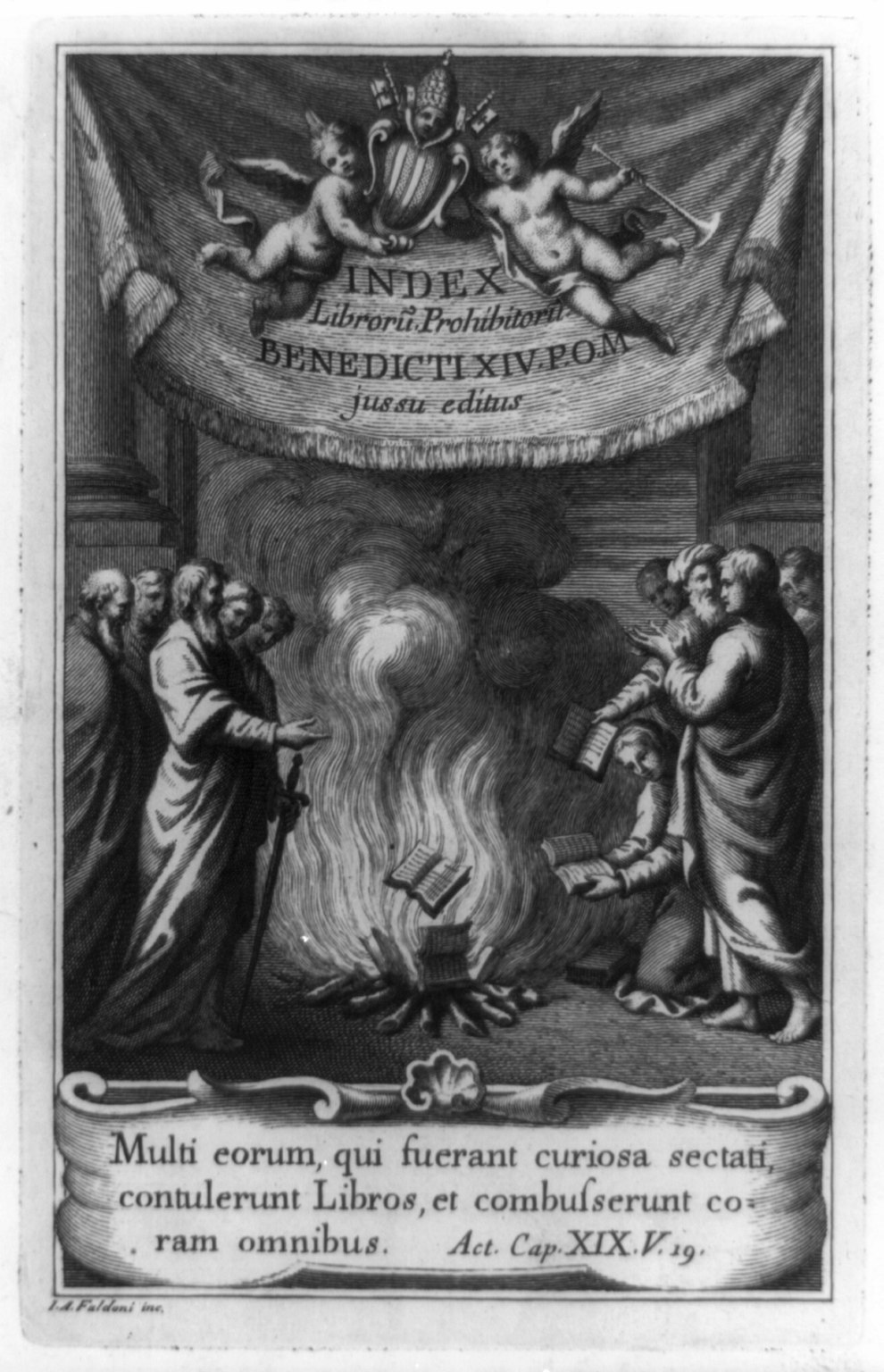
Titelseite des Index der von der Inquisition verbotenen Bücher aus der Amtszeit von Papst Benedikt XIV. (1758). Unter einer Darstellung der Bücherverbrennung von Ephesus das Zitat Apg 19,19.

Auf den Titelkupfern des Index Librorum Prohibitorum wurde der Anspruch der päpstlichen Zensurbehörde auf Kontrolle des gesamten Wissens symbolisch dargestellt, als im 18. Jahrhundert Ketzerverbrennungen längst obsolet geworden waren: Die Ausgabe von 1711 zeigt, wie der Heilige Geist als ein Bannstrahl das Feuer entfacht, in dem die verbotenen Bücher brennen. Aber seit der Amtszeit Benedikts XIV. (1758) wurde programmatisch die Szene von Apg 19,19  auf den Titel gesetzt (Foto). Da die Besitzer ihre Bücher hier selbst ins Feuer werfen, ist dies (nach Hubert Wolf) gegenüber früher ein aufgeklärteres Menschenbild der Römischen Inquisition, die darauf setzte, dass Argumente die Irrenden von der katholischen Wahrheit überzeugen könnten. Diese Ikonographie blieb auf den Ausgaben des Index bis ins 19. Jahrhundert in Kraft, danach verzichtete man ganz auf ein Titelbild.

### Lutherbibel
In der Biblia Deudsch von 1545 übersetzte Luther περίεργα períerga in Apg 19,19 als „furwitzige Kunst“, eine Formulierung, die noch bei der Textrevision von 1912 erhalten blieb. Die im deutschsprachigen Protestantismus im 20. Jahrhundert breit rezipierte Stuttgarter Jubiläumsbibel erklärte sachgerecht, dass es sich um antike Zauberpapyri handle: „Solcher Zauberpapiere sind neuerdings viele ans Licht gezogen worden.“ Dann folgt die Applikation für den modernen Bibelleser: „Es wäre zu wünschen, daß manche Verlagsbuchhändler und neuzeitlichen Schriftsteller diesem edlen Beispiel folgen würden,“ nämlich der eigenhändigen Verbrennung ihrer Bücher.

### Bücherverbrennung Düsseldorf 1965
Die Düsseldorfer Ortsgruppe des Jugendbundes für entschiedenes Christentum wurde durch Studium von Apg 19,18–19  dazu angeregt, am 3. Oktober 1965 mit Genehmigung des Ordnungsamtes am Rheinufer sogenannte Schmutz- und Schundliteratur zu verbrennen, darunter Bücher von Günter Grass, Erich Kästner, Albert Camus, Vladimir Nabokov und Françoise Sagan. Außer den 20 bis 30 Mitgliedern der Gruppe waren nur recht wenige Zuschauer zugegen, darunter aber einige eingeladene Pressevertreter, die das Ereignis über die Bundesrepublik hinaus bekannt machten und sich kritisch damit auseinandersetzten. Der Öffentlichkeitsausschuss der Evangelischen Kirche im Rheinland kritisierte die Bücherverbrennung, auch der Rat der EKD distanzierte sich in scharfer Form. Der damalige Bischof von Berlin-Brandenburg, Otto Dibelius, stellte sich dagegen eindeutig auf die Seite der Jugendlichen: „Man muß den Mut beweisen, sich auch äußerlich frei zu machen von allem, woran man innerlich Schaden nimmt – dafür wird jeder rechtschaffene Christenmensch Verständnis haben.“ Die jungen Pietisten waren betroffen über den Sturm, den sie mit ihrer Aktion ausgelöst hatten, die Bücherverbrennungen des Jahres 1933 waren ihnen, wie sie sagten, entweder nicht bekannt oder sie hatten nicht daran gedacht. Adelheid von Saldern ordnet die Aktion ein in den Kontext eines „Kulturmoralismus“, der in der Bundesrepublik in den 1950er und 1960er Jahren weit verbreitet gewesen sei: „In beiden christlichen Kirchen engagierten sich damals Gläubige in Organisationen wie «Aktion Sorge um Deutschland» und Aktion Saubere Leinwand.“